# Central Kgalagadi Game Reserve
Central Kgalagadi Game Reserve est un sous-district du Botswana.
Au recensement de 2011, il compte 260 habitants, tandis qu'il comptait 689 habitants au recensement de 2001.